# سیارک ۱۴۷۳۹۷
سیارک ۱۴۷۳۹۷ (به انگلیسی: 147397 Bobhazel، نامگذاری:2003FO7) صد و چهل و هفت هزار و سیصد و نود و هفتمین سیارک کشف شده‌است که در ۳۰ مارس ۲۰۰۳ کشف شد.